# Luftlandebrigade
Luftlandebrigaden sind Großverbände der Luftlandetruppen.
Die Brigade ist luftlandefähig. Sie gliedert sich meist weiter in Verbände und Brigadeeinheiten unterschiedlicher Truppengattungen. Den kämpfenden Kern stellen aber meist Fallschirmjäger oder leichte und daher luftbewegliche Jägerbataillone. Nach dem Absetzen kämpfen Luftlandebrigaden ähnlich wie Jägerbrigaden.

## Bundeswehr

### Geschichte
Im Heer wurde nach der Wiederbewaffnung 1956 in Eßlingen am Neckar die nur kurzlebige 106. Luftlandebrigade ausgeplant. Sie wurde zügig zur Einnahme der Heeresstruktur II in die 1. Luftlandedivision umgegliedert. Der Luftlandedivision wurden die Fallschirmjägerbrigaden 25 und 26, die aus den bereits bis 1957 aufgestellten Luftlandekampfgruppe A9 und B9 entstanden, unterstellt. Sie wurden zunächst als Fallschirmjägerbrigaden bezeichnet, da die Ausrüstung der Brigadeeinheiten und der schweren Fallschirmjägerkompanien nicht fallschirmabwurffähig waren, sondern nur mit Hubschraubern abgesetzt werden konnte.
Die Fallschirmjägerbrigaden wurden 1971 zur Einnahme der Heeresstruktur III in Luftlandebrigaden umbenannt. In Westfalen wurde die Luftlandebrigade 27 neu aufgestellt. Die 1. Luftlandedivision führte ab den 1970er Jahren folgende Luftlandebrigaden:
- Luftlandebrigade 25 (Sitz des Stabes zuletzt in Calw)
- Luftlandebrigade 26 (Saarlouis)
- Luftlandebrigade 27 (Lippstadt)

1993 entstand die Luftlandebrigade 31 durch Umgliederung und Fusion der Luftlandebrigade 27 und der Panzergrenadierbrigade 31. Ab 1994 führte das neu aufgestellten Kommando Luftbewegliche Kräfte/4. Division die Luftlandebrigaden. Die Luftlandebrigade 25 wurde 1996 außer Dienst gestellt. Von 2001 bis Ende 2013 waren die Luftlandebrigaden der Division Spezielle Operationen unterstellt. Seit 2013 waren sie Teil der Division Schnelle Kräfte. Die Division Schnelle Kräfte führte zwischen 2013 und 2015 folgende Luftlandebrigaden:
- Luftlandebrigade 26 (Saarlouis)
- Luftlandebrigade 31 (zuletzt Seedorf, zuvor Oldenburg)

2015 wurden die beiden Luftlandebrigade 26 und 31 zu Luftlandebrigade 1 fusioniert. Die Division Schnelle Kräfte führt heute die letzte verbliebene Luftlandebrigade:
- Luftlandebrigade 1 (Saarlouis)

## Niederländische Streitkräfte
Die 11 Luchtmobiele Brigade (11. Luftmobile Brigade) ist der Großverband der niederländischen Fallschirmjäger. Die niederländische Luftlandebrigade ist in die deutsche Division Schnelle Kräfte integriert.